# Suuri-Vahvanen
Suuri-Vahvanen är en sjö i kommunen S:t Michel i landskapet Södra Savolax i Finland. Sjön ligger 88,9 meter över havet. Arean är 1,32 kvadratkilometer och strandlinjen är 14,24 kilometer lång. Sjön  ingår i Vuoksens huvudavrinningsområde.   Den ligger omkring 13 kilometer öster om S:t Michel och omkring 220 kilometer nordöst om Helsingfors. 
I sjön finns öarna Tarvaisensaari och Lampilansaari. 